# 21519 Josephhenry
21519 Josephhenry è un asteroide della fascia principale. Scoperto nel 1998, presenta un'orbita caratterizzata da un semiasse maggiore pari a 2,3975914 au e da un'eccentricità di 0,1204411, inclinata di 14,02567° rispetto all'eclittica.
L'asteroide è dedicato allo studente statunitense Joseph Kent Henry.